# Addison (Wisconsin)
Addison es un pueblo ubicado en el condado de Washington en el estado estadounidense de Wisconsin. En el Censo de 2010 tenía una población de 3.495 habitantes y una densidad poblacional de 37,45 personas por km².

## Geografía
Addison se encuentra ubicado en las coordenadas 43°24′47″N 88°20′29″O / 43.41306, -88.34139. Según la Oficina del Censo de los Estados Unidos, Addison tiene una superficie total de 93.34 km², de la cual 93.33 km² corresponden a tierra firme y (0%) 0 km² es agua.

## Demografía
Según el censo de 2010, había 3.495 personas residiendo en Addison. La densidad de población era de 37,45 hab./km². De los 3.495 habitantes, Addison estaba compuesto por el 97.22% blancos, el 0.34% eran afroamericanos, el 0.31% eran amerindios, el 0.4% eran asiáticos, el 0% eran isleños del Pacífico, el 0.83% eran de otras razas y el 0.89% pertenecían a dos o más razas. Del total de la población el 2.26% eran hispanos o latinos de cualquier raza.